# بیلیون
بیلیون (به فرانسوی: billion) یک عدد است که در سیستم نامگذاری اعداد بزرگ می‌تواند دو تعریف متفاوت داشته باشد. این کلمه اولین بار در قرن هفدهم و در زبان فرانسوی اختراع شد، به این شیوه که پیشوند bi (یعنی دو) با دو حرف اول واژه million (میلیون) جایگزین شد.

## تعریف و موارد استفاده
1. تعریف اول (مقیاس کوچک): برابر ۱٬۰۰۰٬۰۰۰٬۰۰۰ است، یعنی یک هزار میلیون، یا {\displaystyle 10^{9}} (۱۰ به توان ۹)، امروزه از این معنای بیلیون در انگلیسی آمریکایی و بریتانیایی استفاده می‌شود. به این عدد میلیارد هم گفته می‌شود.
2. تعریف دوم (مقیاس بزرگ): برابر ۱٬۰۰۰٬۰۰۰٬۰۰۰٬۰۰۰ است، یعنی یک میلیون میلیون یا {\displaystyle 10^{12}} (۱۰ به توان ۱۲). این تعریف هزار برابر بزرگتر از تعریف مقیاس کوچک بیلیون است، یا این تعریف معادل کلمهٔ تریلیون در مقیاس کوچک می‌باشد. تعریف تاریخی (منقضی شده که اکنون استفاده نمی‌شود) برای بیلیون در انگلیسی بریتانیایی هم همین تعریف است. اما از سال ۱۹۷۴ دولت بریتانیا به صورت رسمی در روزنامه‌ها و نوشته‌هایش به «مقیاس کوچک» تغییر مسیر داد.

بیشتر کشورهای انگلیسی‌زبان مانند ایالات متحده آمریکا و بریتانیا از سیستم عددی کوچک استفاده می‌کنند که در آن بیلیون برابر با یک میلیارد است. ۱٬۰۰۰٬۰۰۰٬۰۰۰ (عدد)
از جمله کشورهای استفاده‌کننده از سیستم عددی بزرگ می‌توان فرانسه، نروژ، آرژانتین، روسیه و اتریش را نام برد که در آن یک بیلیون برابر با یک تریلیون «در مقیاس کوچک» یا میلیون میلیون (۰۰۰-۰۰۰-۰۰۰-۰۰۰-۱) است.
| نماد علمی              | مقیاس کوچک        | مقیاس بزرگ    | پیشوند اس آی | نماد اس آی |
| ---------------------- | ----------------- | ------------- | ------------ | ---------- |
| ۱۰۰                    | یک                | یک            | یونی         | u          |
| ۱۰۱                    | ده                | ده            | دکا          | da         |
| ۱۰۲                    | یک‌صد              | یک‌صد          | هکتو         | h          |
| ۱۰۳                    | یک‌هزار            | یک‌هزار        | کیلو         | k          |
| ۱۰۴                    | ده هزار           | ده هزار       |              |            |
| ۱۰۵                    | یکصد هزار         | یکصد هزار     |              |            |
| ۱۰۶                    | میلیون            | میلیون        | مگا          | M          |
| ۱۰۹                    | بیلیون            | میلیارد       | گیگا         | G          |
| ۱۰۱۲                   | تریلیون           | بیلیون        | ترا          | T          |
| ۱۰۱۵                   | کوآدریلیون        | بیلیارد       | پتا          | P          |
| ۱۰۱۸                   | کوینتیلیون        | تریلیون       | اگزا         | E          |
| ۱۰۲۱                   | سکستیلیون         | تریلیارد      | زِتا          | Z          |
| ۱۰۲۴                   | سپتیلیون          | کوآدریلیون    | یوتا         | Y          |
| ۱۰۲۷                   | اکتیلیون          | کادریلیارد    | اگزونا       | X          |
| ۱۰۳۰                   | نانیلیون          | کوینتیلیون    | وکا          | V          |
| ۱۰۳۳                   | دسیلیون           | کوانتیلیارد   | مکا          | Me         |
| ۱۰۳۶                   | آندسیلیون         | سکستیلیون     |              |            |
| ۱۰۳۹                   | دیودسیلیون        | سکستیلیارد    |              |            |
| ۱۰۴۲                   | تریدسیلیون        | سپتیلیون      |              |            |
| ۱۰۴۵                   | کواتیوردسیلیون    | سپتیلیارد     |              |            |
| ۱۰۴۸                   | کویندسیلیون       | اکتیلیون      |              |            |
| ۱۰۵۱                   | سکسدسیلیون        | اکتیلیارد     |              |            |
| ۱۰۵۴                   | سپتدسیلیون        | نانیلیون      |              |            |
| ۱۰۵۷                   | اُکتودسیلیون       | نانیلیارد     |              |            |
| ۱۰۶۰                   | نومدسیلیون        | دسیلیون       |              |            |
| ۱۰۶۳                   | ویجینتیلیون       | دسیلیارد      |              |            |
| ۱۰۶۶                   | آنویجینتیلیون     | آندسیلیون     |              |            |
| ۱۰۶۹                   | دویجینتیلیون      | آندسیلیارد    |              |            |
| ۱۰۷۲                   | ترسویجینتیلیون    | دودسیلیون     |              |            |
| ۱۰۷۵                   | کوادرویجینتیلیون  | دودسیلیارد    |              |            |
| ۱۰۷۸                   | کوینکاویجینتیلیون | تریدسیلیون    |              |            |
| ۱۰۸۱                   | سیسویجینتیلیون    | تریدسیلیارد   |              |            |
| ۱۰۸۴                   | سپتمویجینتیلیون   | کوادردسیلیون  |              |            |
| ۱۰۸۷                   | آکتوویجینتیلیون   | کوادردسیلیارد |              |            |
| ۱۰۹۰                   | نومویجینتیلیون    | کویندسیلیون   |              |            |
| ۱۰۹۳                   | تریویجینتیلیون    | کویندسیلیارد  |              |            |
| ۱۰۹۶                   | آنتریویجینتیلیون  | سیدسیلیون     |              |            |
| ۱۰۹۹                   | دوتریویجینتیلیون  | سیدسیلیارد    |              |            |
| ۱۰۱۰۰                  | گوگول             | گوگول         |              |            |
| ۱۰googol = ۱۰۱۰۱۰۰     | گوگول پلکس        | گوگول پلکس    |              |            |
| ۱۰googolplex = ۱۰۱۰۱۰۰ | گوگول پلکسیان     | گوگول پلکسیان |              |            |